# Коген Арон Федорович
Арон Федорович Коген (нар. 17(30) березня 1900 Одеса, Російська імперія — пом. 19 вересня 1984, Українська РСР) — радянський футбольний тренер єврейського походження.

## Тренерська кар'єра
У 1936 році він став першим тренером новоствореного одеського «Динамо»,, яке очолював до літа 1937 року, ставши з командою чвертьфіналістом Кубка СРСР 1937 року.

## Особисте життя
Мав старшого брата Лазара, який теж був футбольним тренером, зокрема очолював київське «Динамо».